# Scholl (Familienname)
Scholl ist ein deutscher Familienname.

## Namensträger

### A
- Abraham Scholl (Bürgermeister) (1629–1690), Schweizer Bürgermeister und Gesandter
- Abraham Scholl (Meier) (1700–1772), Schweizer Säckelmeister und Meier
- Adolf Scholl (* 1937), deutscher Zoologe und Genetiker
- Albert Scholl (1906–1993), deutscher Jurist und Wohlfahrtsverbandsfunktionär
- Almuth Scholl (* 1974), deutsche Volkswirtin und Hochschullehrerin
- Aloys von Scholl (1815–1879), österreichischer Generalmajor
- Andreas Scholl (Archäologe) (* 1959), deutscher Klassischer Archäologe
- Andreas Scholl (Sänger) (* 1967), deutscher Sänger (Countertenor)
- Andreas Scholl (Basketballspieler) (* 1982), deutscher Basketballspieler
- Anna Scholl (* 1990), deutsche Kirchenmusikerin, Organistin und Hochschullehrerin
- Anthony Scholl (* 1955), britischer Mathematiker
- Armin Scholl (Kommunikationswissenschaftler) (* 1962), deutscher Kommunikationswissenschaftler
- Armin Scholl (Wirtschaftswissenschaftler) (* 1966), deutscher Wirtschaftswissenschaftler
- Arnold Albert Scholl (1926–2004), deutscher Schriftsteller
- Arnold Otto Kaech-Scholl (1881–1965), Schweizer Wasserbauingenieur
- Aurélien Scholl (1833–1902), französischer Journalist und Schriftsteller

### B
- Bartholomäus Scholl (1550–1629), deutscher katholischer Bischof
- Bernd Scholl (Raumplaner) (* 1953), deutscher Raumplaner und Hochschullehrer
- Bernd Scholl (Musiker) (* 1956), deutscher Musiker
- Bernhard Scholl (* 1951), Schweizer Politiker (FDP)
- Bettina Scholl-Sabbatini (* 1942), luxemburgische Bildhauerin und Plastikerin

### C
- Carl Scholl (1820–1907), deutscher Schriftsteller, Revolutionär und Theologe
- Chalena Scholl (* 1995), US-amerikanische Tennisspielerin
- Chiara Scholl (* 1992), US-amerikanische Tennisspielerin
- Christian Scholl (Architekt) (1901–1957), luxemburgischer Architekt
- Christian Scholl (Kunsthistoriker) (* 1971), deutscher Kunsthistoriker und Kurator
- Claus Scholl (1945–2015), deutscher Rechtswissenschaftler und Hochschullehrer

### D
- Damian Scholl (* 1988), deutscher Komponist
- Dennis Scholl (* 1980), deutscher Künstler
- Dieter Rita Scholl (* 1952), deutscher Schauspieler und Chansonnier

### E
- Edith Scholl (1931–2017), britische Zisterzienser-Priorin, Autorin und Komponistin
- Elisabeth Scholl (* 1966), deutsche Sopranistin
- Emil Scholl (1875–1940), österreichischer Schriftsteller
- Ernst Scholl (1833–nach 1880), deutscher Unternehmer
- Erwin Scholl (1930–1994), Schweizer Tiermediziner und Hochschullehrer
- Eugen Scholl (1895–1967), Schweizer Unternehmer, Politiker und Filmchronist
- Eugenie Scholl-Rohrmoser (1909–1989), deutsche Mundartdichterin

### F
- Franz von Scholl (1772–1838), österreichischer Offizier und Ingenieur für Festungsbau
- Franz Scholl (Bankmanager) (* 1927), deutscher Bundesbankdirektor
- Franz Joseph Scholl (1796–1842), deutscher Bildhauer
- Franz Xaver Scholl (1801–1860), deutscher Theologe und Bibelwissenschaftler
- Freddy Sahin-Scholl (* 1953), deutscher Sänger und Komponist
- Friedrich Scholl (Militärschriftsteller, 1789) (1789–1853), deutscher Oberst und Militärschriftsteller
- Friedrich Scholl (Militärschriftsteller, 1814) (1814–1875), deutscher Oberst und Autor militärwissenschaftlicher Bücher und Zeitungen
- Friedrich von Scholl (1846–1928), deutscher Generaloberst
- Fritz Scholl (1873–1952), deutscher Maler

### G
- Georg Scholl (Gärtner) (1751–1831), deutsch-österreichischer Gärtner
- Georg Scholl (Politiker, 1794) (1794–1866), deutscher Kaufmann, MdL Kurhessen
- Georg Scholl (Politiker) (1919–1990), deutscher Politiker (CSU)
- Gerd Scholl (* 1963), deutscher Ingenieur und Hochschullehrer
- Gottfried Scholl (1803–1865), Schweizer Offizier und Politiker
- Günther Scholl (1909–1999), deutscher Diplomat
- Günther Scholl (Künstler) (1923–2011), deutscher Künstler und Pädagoge
- Gustav Scholl (Heimatforscher) (1895–1980), deutscher Heimatforscher
- Gustav Christian Friedrich Scholl (1798–1837), deutscher Jurist und Politiker, Oberamtmann des Oberamts Welzheim
- Gustav Friedrich Scholl (1811–1885), württembergischer Oberamtmann
- Gustav Gottlob Scholl (1794–1863), Pfarrer, württembergischer Landtagsabgeordneter

### H
- Hanns Karl Scholl (1892–1983), deutscher Drucker und Unternehmer
- Hans Scholl (Politiker) (1902–1949), deutscher Politiker (NSDAP), Oberbürgermeister von Frankenthal
- Hans Scholl (1918–1943), deutscher Widerstandskämpfer
- Hans Scholl (Theologe) (* 1931), Schweizer Theologe und Hochschullehrer
- Hans Scholl (Astronom) (* 1942), deutscher Astronom
- Hans-Otto Scholl (* 1933), deutscher Politiker (FDP) und Räuber
- Heinrich von Scholl (1815–1879), österreichischer Generalmajor
- Heinrich Scholl (* 1943), deutscher Politiker (SPD)
- Heinz Scholl (1931–2017), deutscher Radrennfahrer
- Herbert Scholl (1925–2001), deutscher Segler
- Hermann Scholl (Physiker) (1872–1923), deutscher Physiker
- Hermann Scholl (* 1935), deutscher Unternehmer
- Hermann Maria Scholl (1875–1957), deutscher Bildhauer

### I
- Inge Aicher-Scholl (1917–1998), deutsche Kulturschaffende und Schriftstellerin

### J
- Johann Baptist Scholl d. Ä. (1784–1854), deutscher Bildhauer, Zeichner und Maler
- Johann Baptist Scholl (der Jüngere; 1818–1881), deutscher Bildhauer, Zeichner und Maler
- Johann Bernhard Scholl († 1647), deutscher Politiker, Bürgermeister von Heilbronn
- Johannes Scholl († 1606), deutscher evangelischer Theologe
- John Scholl (1827–1916), deutsch-amerikanischer Bildschnitzer
- Josef Scholl (1912–1971), deutscher Heimatforscher und -schriftsteller

### K
- Karl Scholl (Musiker) (1778–1854), österreichischer Flötist und Tonsetzer aus Galizien
- Karl Scholl (Bildhauer) (1840–1912), deutscher Bildhauer
- Karl Schmitz-Scholl senior (1868–1933), deutscher Großhandelskaufmann
- Karl Schmitz-Scholl junior (1896–1969), deutscher Großhandelskaufmann
- Karl-Heinz Scholl (1944/1945–1999), deutscher Tischtennisspieler
- Karl Josef Scholl (1743–1809), erster Bürgermeister der von der französischen Besatzungsmacht gegründeten Bürgermeisterei (Maire) Hürth
- Kathrin Scholl (* 1979), deutsche Handballspielerin
- Kathrin Scholl-Debrunner (* 1962), Schweizer Politikerin (SP)
- Klaus Scholl (* 1949), deutscher Maler

### L
- Lars U. Scholl (* 1947), deutscher Schifffahrthistoriker
- Lucas Scholl (* 1996), deutscher Fußballspieler

### M
- Martin Scholl (1898–1945), deutscher Pfarrer
- Mehmet Scholl (* 1970), deutscher Fußballspieler
- Michael Scholl (* 1964), deutscher Kirchenmusiker und Chorleiter

### N
- Nicola Scholl (* 1981), deutsche Handballspielerin
- Nikolaus II. Scholl (1474–1551), deutscher Benediktinerabt
- Norbert Scholl (* 1931), deutscher Theologe und Hochschullehrer

### O
- Oliver Scholl (* 1964), deutscher Zeichner

### P
- Paul Scholl (1916–?), deutscher Autor und Brigadist
- Peter Scholl (1934–2019), deutscher Tennisspieler
- Peter Scholl-Latour (1924–2014), deutsch-französischer Journalist und Schriftsteller

### R
- Reiner Scholl (* 1961); deutscher Kanute
- Reinhold Scholl (Oberamtmann) (1878–1966), deutscher Verwaltungsjurist
- Reinhold Scholl (* 1952), deutscher Althistoriker und Papyrologe
- Robert Scholl (1891–1973), deutscher Jurist und Politiker
- Roland Scholl (1865–1945), deutscher Chemiker
- Rudolf Scholl (Jurist) (1873–1950), deutscher Jurist und Ministerialbeamter
- Rudolf Alfons Scholl (1931–2018), deutscher Maler und Bildhauer

### S
- Sabine Scholl (* 1959), österreichische Schriftstellerin
- Sarah Scholl-Schneider (* 1978), deutsche Kulturwissenschaftlerin und Hochschullehrerin
- Sophie Scholl (1921–1943), deutsche Widerstandskämpferin
- Stefanie Scholl (* 1973), deutsche Juristin, Rechtsanwältin und Richterin
- Susanne Scholl (Journalistin) (* 1949), österreichische Journalistin
- Susanne Scholl (Schauspielerin) (* 1950), deutsche Schauspielerin

### T
- Theodor Scholl (1927–2009), deutscher Maler
- Thomas Scholl (* 1956), deutscher Ruderer
- Toni Scholl (* 1963), deutscher Musiker und Dirigent

### U
- Ulla Scholl (1919–2011), deutsche Bildhauerin
- Ulla M. Scholl (* 1948), deutsche Bildhauerin
- Ulrich Scholl (1910–1988), deutscher Firmeninhaber und Heimatforscher
- Ute Scholl (* 1983), deutsche Ärztin und Professorin an der Charité

### W
- Walter Scholl (1884–1956), deutscher General
- Walther Scholl (* 1949), deutscher Lehrer und Altphilologe
- Werner Scholl (1875–1960), deutscher protestantischer Theologe und Verleger
- Wilhelm Scholl (1835–1915), deutscher Kaufmann
- Willi Scholl (* 1949), Schweizer Lehrer und Direktor des Bundesamts für Bevölkerungsschutz
- Willy Scholl (1886–?), deutscher Automobilrennfahrer
- William Howard Scholl (1920–2002), britischer Unternehmer
- Wilma Scholl (* 1939), deutsche Weinkönigin
- Wolfgang Scholl (* 1944), deutscher Psychologe und Hochschullehrer